# Barragem de Nurek
A barragem de Nurek (em tajique:  Нерӯгоҳи обии Норак, Nerūgohi obii Norak, que significa 'central hidroelétrica de Nurek') é uma barragem de aterro no Tajiquistão construída no rio Vakhsh, na fronteira entre a  província de Khatlon e a Região sob Subordinação da República. A construção da barragem começou em 1961 e foi terminada em 1980, quando o Tajiquistão era ainda uma república da União Soviética. Com 304 m de altura, atualmente é a mais alta barragem do mundo. A barragem de Rogun, também no rio Vakhsh em território tajiquistanês e presentemente em construção, irá suplantar a sua altura.

## Construção
Tem um núcleo central de betão armado formando uma barreira impermeável dentro de uma construção de 304 m de altura de rocha e terra de preenchimento. O volume do montículo é de 54 milhões de metros cúbicos.
Situa-se numa garganta profunda escavada pelo rio Vakhsh no oeste do Tajiquistão, a cerca de 75 km a leste da capital do país, Dushanbe. Há uma localidade perto da barragem, também chamada Nurek, na qual se construíram as casas de engenheiros e outros empregados da central hidroelétrica.

## Geração de eletricidade
Na barragem de Nurek estão instaladas um total de nove turbinas Francis,  a primeira instalada em 1972 e a última em 1979. Originalmente tinham uma capacidade de geração de 300 MW cada una (2,7 GW no total), embora tenham sido redesenhadas e adaptadas de tal maneira que hoje produzem em conjunto 3,0 GW. Desde 1994, fornecem a maior parte dos 4,0 GW de geração hidroelétrica do país, sendo suficiente para satisfazer 98% das suas necessidades de eletricidade.

## Albufeira

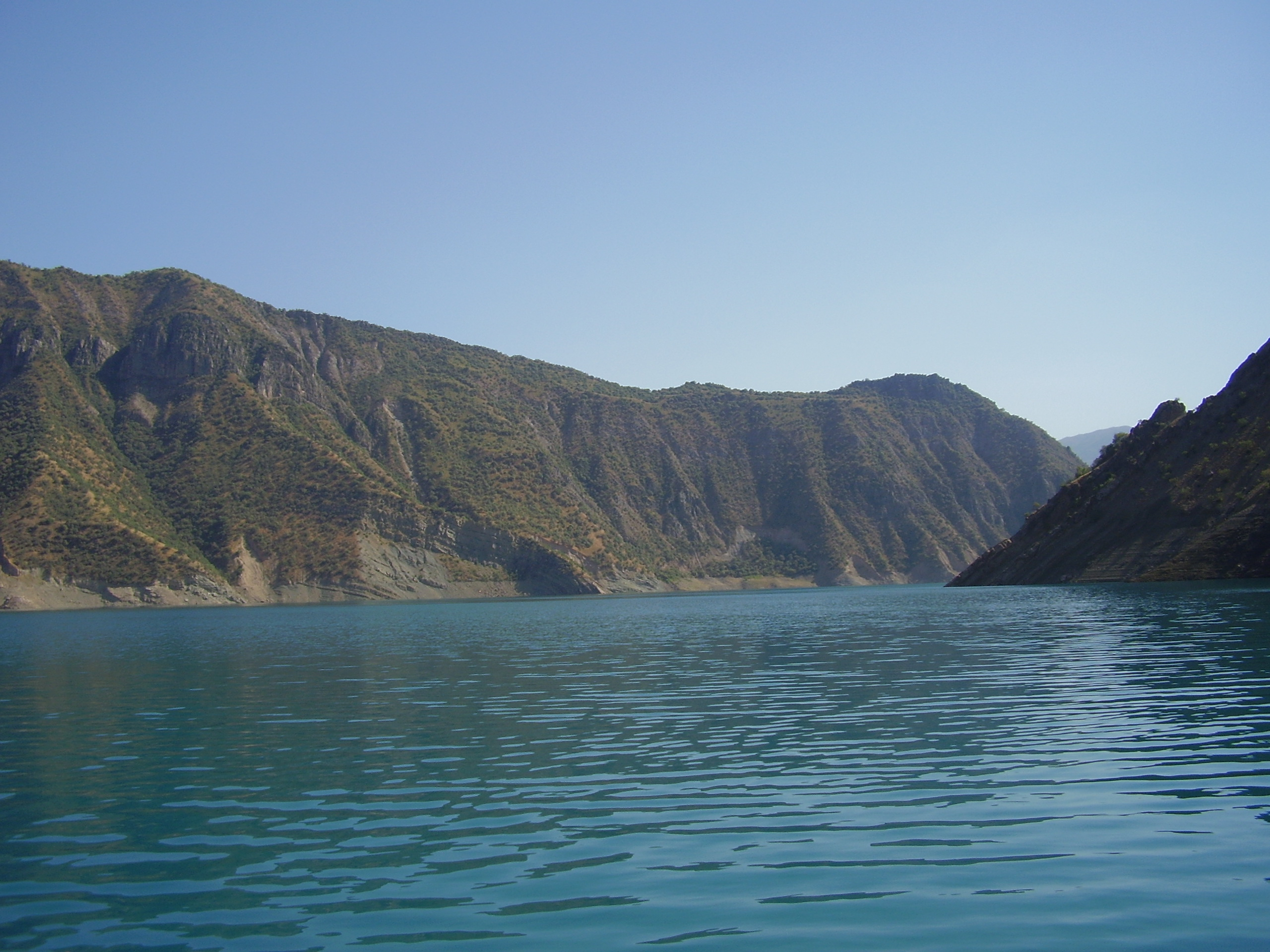
Vista da albufeira de Nurek

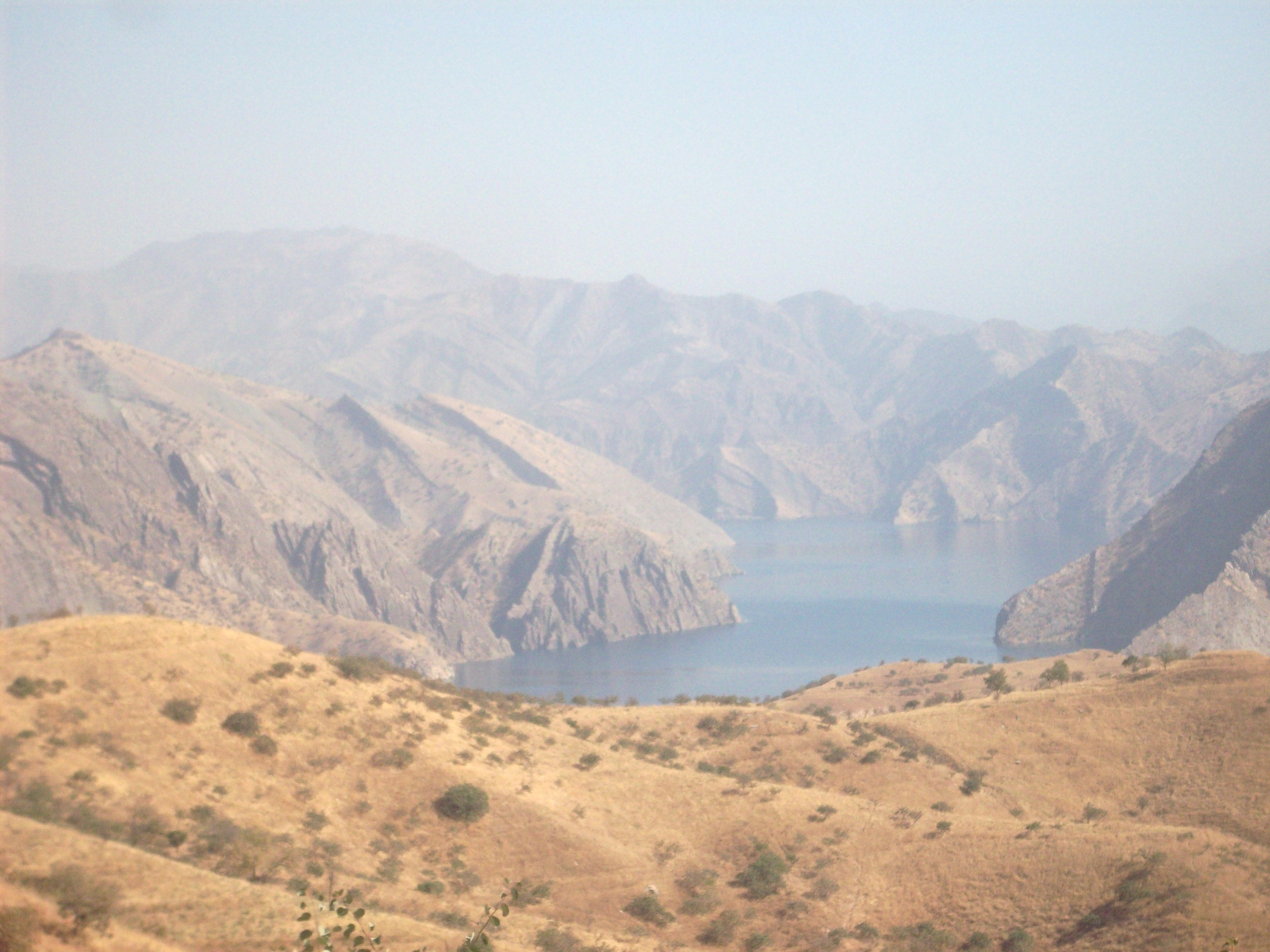
Vista da albufeira de Nurek

A albufeira formada pela barragem de Nurek, conhecido simplesmente como Nurek, é a maior reserva de água do Tajiquistão, com capacidade de 10,5 km³. Tem 70 km de comprimento e área de 98 km². A energia da central hidroelétrica e a água armazenada são usadas também para a irrigação de terras agrícolas. A água de rega é transportada 14 km através do túnel de rega Dangara e irriga 700 km² de terras cultiváveis.